# Новожедрінська сільська рада
Новоже́дрінська сільська рада (рос. Новожедринский сельский совет) — сільське поселення у складі Матвієвського району Оренбурзької області Росії.
Адміністративний центр — село Новожедріно.

## Населення
Населення — 724 особи (2019; 837 в 2010, 989 у 2002).

## Склад
До складу сільської ради входять:
| Населений пункт           | Населення, осіб (2002) | Населення, осіб (2010) |
| ------------------------- | ---------------------- | ---------------------- |
| Боровка, село             | 72                     | 31                     |
| Інтернаціональний, селище | 26                     | 1                      |
| Красні Ключі, присілок    | 7                      | 3                      |
| Натальїно, село           | 161                    | 142                    |
| Новожедріно, село         | 641                    | 602                    |
| Новопетровка, село        | 82                     | 58                     |